# Temple protestant de Rousselet
Le temple protestant de Rousselet est un édifice religieux du culte réformé, situé aux Vans, en France.

## Localisation
Le temple est situé dans le département français de l'Ardèche, rue et place du Temple, au lieu-dit Rousselet, aux Vans.

## Historique
Le protestantisme réformé s'est implanté aux Vans quand le prieur Claude de Beauvoir du Roure et son vicaire, Jacques Lahondès, se sont convertis au protestantisme et ont été les premiers propagateurs des idées évangéliques dès 1563. 
L'église de Vans a été démolie et remplacée par un temple. En 1631, après la paix d'Alès, les protestants ont dû céder leur temple aux catholiques. Ils ont alors acheté un terrain pour édifier un nouveau temple, rue Neuve. Ce temple a été détruit après la révocation de l'édit de Nantes, à la suite de l'édit de Fontainebleau, en 1685. 
La paroisse des Vans a eu un pasteur permanent entre 1816 et 1939. Le premier pasteur a été Jean Pascal, jusqu'en 1819, puis Théodore Ricour, jusqu'en 1820, auquel a succédé Eugène Guérin qui est resté responsable de la paroisse jusqu'en 1853. C'est lui qui est à l'initiative du temple actuel.
Le devis et les plans du temple ont été approuvés par le préfet de l'Ardèche le 17 mars 1823. Les travaux sont adjugés le 20 mai 1823 et se sont achevés en 1825. L'inauguration a eu lieu le 7 mai 1826, en présence de Henry Colomb, conseiller municipal. Le coût total a été de 13 940 francs, plus important que le devis initial. Les paroissiens ont donné 10 844 francs et l'État le complément. Pour permettre d'élargir la route de Saint-Ambroix, il a été envisagé de déplacer le temple de quelques mètres. Le conseil municipal donne son accord en 1873 mais le consistoire a refusé.
Les peintures intérieures ont été refaites en 1971-1972, mais en faisant disparaître les inscriptions bibliques placées de part et d'autre de la chaire.
Le temple protestant des Vans a été inscrit au titre des monuments historiques le 8 mars 2011.
Il est toujours en service, avec un culte toute l'année, tous les dimanches.

## Description
Le temple a un plan centré. Il s'ouvre au nord par un porche pourvu d'un portique à quatre colonnes. Une petite sacristie est bâtie au sud.